# Annona bahiensis
Annona bahiensis (Maas & Westra) H.Rainer – gatunek rośliny z rodziny flaszowcowatych (Annonaceae Juss.). Występuje endemicznie w Brazylii – w stanach Bahia oraz Minas Gerais. 

## Morfologia
PokrójZimozielone drzewo dorastające do 8 m wysokości.
LiścieMają eliptyczny kształt. Mierzą 9–18 cm długości oraz 3–7,5 cm szerokości. Blaszka liściowa jest całobrzega o tępym wierzchołku.
KwiatySą pojedyncze lub zebrane w pęczki, rozwijają się na pniach i gałęziach (kaulifloria). Działki kielicha mają owalny kształt i dorastają do 4–8 mm długości. Płatki mają odwrotnie owalny kształt i zieloną barwę, osiągają do 25–33 mm długości. Kwiaty mają około 100 pręcików i 9–13 owocolistków.
OwoceZebrane w owocostany o kulistym kształcie. Osiągają 25–30 mm długości i 30–35 mm szerokości.

## Biologia i ekologia
Rośnie w lasach. Występuje na wysokości do 600 m n.p.m.